# American Pie 2
American Pie 2 és una pel·lícula estatunidenca de 2001, la segona part de la saga American Pie. Va ser escrita per Adam Herz i David H. Steinberg, i dirigida per James B. Rogers. La pel·lícula reprèn la història dels quatre amics de la primera pel·lícula (Jim, Kevin, Oz i Finch.) Mentre que s'ajunten durant l'estiu després del seu primer any de la universitat. Va ser estrenada als Estats Units el 10 d'agost de 2001 i va guanyar $ 145 milions en els Estats Units i $ 142 milions a tot el món amb un pressupost de $ 30 milions.

## Argument
Al començament d'American Pie 2 trobem els nostres amics a Michigan, reunits per primera vegada després del seu primer curs a la Universitat. Ha passat un any des d'aquella famosa nit del ball de fi de curs plena de desventures sexuals i la veritat és que encara no s'han recuperat del tot. Després del seu últim i desastrós intent de lligar, Jim (Jason Biggs) descobreix amb horror que no n'hi ha prou amb perdre la virginitat per "controlar" en temes de sexe i desesperat per saber si és tan dolent al llit com tem, Jim va a la seva primera i única companya sexual, Michelle (Alyson Hannigan). El sempre positiu Oz (Chris Klein) ha d'aprendre a armar-se de paciència perquè la seva estimada Heather (Mena Suvari) se n'ha anat a passar l'estiu fora. Kevin (Thomas Ian Nicholas) tracta d'esbrinar si pot ser amic de la seva antiga xicota, Vicky (Tara Reid), que ha tornat de la universitat més esbojarrada que mai i amb un nou amor. I el faldiller Finch (Eddie Kaye Thomas) encara vibra en recordar la trobada que va tenir un any abans sobre una taula de billar amb la dona de les seves fantasies, la mare de Stifler. I què és el que fa el mateix Stifler (Sean William Scott)? Res en especial llevat de trobar noves formes d'ampliar la definició del terme "mala conducta" aquesta vegada amb unes "lesbianes".

## Repartiment
- Jason Biggs com a Jim Levenstein
- Shannon Elizabeth com aNadia
- Alyson Hannigan com a Michelle Flaherty
- Chris Klein com a Chris "Oz" Ostreicher
- Thomas Ian Nicholas com a Kevin Myers
- Eddie Kaye Thomas com a Paul Finch
- Seann William Scott com a Steve Stifler
- Natasha Lyonne com a Jessica
- Mena Suvari com a Heather
- Tara Reid com a Victoria "Vicky" Lathum
- Chris Owen com a Chuck Sherman
- Eugene Levy com a Noah Levenstein "Sr. Levenstein"
- Molly Cheek com a Mare de Jim
- Denise Faye com a Danielle
- Lisa Arturo com a Amber
- Jennifer Coolidge com a Jeanine Stifler (Mare de Stifler)
- John Cho com a John
- Justin Isfeld com a Justin
- Eli Marienthal com a Matt Stifler
- Casey Affleck com a Tom Myers
- Joelle Carter com a Natalie
- Lee Garlington com a Mare de Natalie
- Tsianina Joelson com a Amy

## Banda sonora
1. Blink-182 - "Everytime I Look For You"
2. Green Day - "Scumbag"
3. Left Front Tire - "Bring You Down"
4. American Hi-Fi - "Vertigo"
5. Uncle Kracker - "Split This Room in Half"
6. 3 Doors Down - "Be Like That" (editada per a American Pie 2)
7. Alien Ant Farm - "Good (For a Woman)"
8. Angela Ammons - "Always Getting over You"
9. Jettingham - "Cheating"
10. Flying Blind - "Smokescreen"
11. Fenix*TX - "Phoebe Cates"
12. The Exit - "Susan"
13. Sum 41 - "Fat Lip"
14. Lucia - "I Will"
15. Oleander - "Halo"

Les següents cançons es troben en la pel·lícula però no en el disc:
1. The Afghan Whigs - "Something Hot"
2. Sum 41 - "In Too Deep"
3. Us - "Place in the Sun"
4. The Lemonheads - "Mrs. Robinson"
5. Oleander - "Bruise"
6. Lit - "Last Time Again"
7. Libra presents Taylor - "Anomaly (Calling Your Name)"
8. American Hi-Fi - "Flavor of the Weak"
9. Hoi Polloi - "On My Mind"
10. Transmatic - "Blind Spot"
11. John Philip Sousa - "Gladiator March"
12. Hoagy Carmichael & Stuart Gorrell - "Georgia on My Mind"
13. Ali Dee - "In and Out"
14. Rafael Hernández Marín - "El Cumbanchara"
15. Michelle Branch - "Everywhere"
16. Weezer - "Hash Pipe"
17. Julius Wechter - "Spanish Flea"
18. Alien Ant Farm - "Smooth Criminal"
19. Toilet Böys - "Another Day in the Life"
20. The Offspring - "Want You Bad"
21. New Found Glory - "Hit or Miss"
22. Witness - "Here's One For You" (no está en los créditos)

## Saga
- American Pie (1999)
- American Wedding (2003)
- American Pie Presents: Band Camp (2005)
- American Pie Presents: The Naked Mile (2006)
- American Pie Presents: Beta House (2007)
- American Pie Presents: The Book of Love (2009)